# Linus Olsson
Linus Olsson, född 25 november 1987, är en svensk fotbollsspelare (försvarare). Han kom till Landskrona BoIS 2001 från Borstahusens Bollklubb. Olsson debuterade i Superettan för klubben 2007. Den 17 mars 2012 blev det klart att Olsson lämnar Landskrona BoIS.